# Erik Lindh
Erik Lindh (Kungälv, 24 maggio 1964) è un tennistavolista svedese.